# Hexachlorborazol
Hexachlorborazol ist eine anorganische Verbindung, die sich vom Borazol ableitet.

## Herstellung
Hexachlorborazol wurde zuerst durch thermische Zersetzung von Dichlorborazid bei 200 °C hergestellt. Diese Methode liefert allerdings nur geringe Ausbeuten und ist wegen möglichen auftretenden Explosionen sehr gefährlich. Eine vorteilhaftere Methode ist die Umsetzung von Bortrichlorid und Stickstofftrichlorid in Tetrachlormethan bei 45 °C.

## Eigenschaften
Hexachlorborazol kristallisiert im trigonalen Kristallsystem in der Raumgruppe R3 (Raumgruppen-Nr. 146) mit den Gitterparametern a = 6,158 Å und α = 91,83 ° sowie einer Formeleinheit pro Elementarzelle.

## Reaktionen
Durch thermische Zersetzung von Hexachlorborazol bei 900–950 °C können Beschichtungen aus Bornitrid gebildet werden.